# Грбови рејона Лењинградске области
Грбови рејона Лењинградске области обухвата галерију грбова административних јединица руске области — Лењинградске области, са статусом градских округа и рејона, те њихове историјске грбове (уколико их има).
Већина грбова настала је након успостављања Руске Федерације и Лењинградске области, као њеног саставног субјекта.

## Грбови округа и рејона
- Грб округа 
 Соснови Бор
- 1 — Грб рејона 
 Бокситогорски
- 2 — Грб рејона 
 Волосовски
- 3 — Грб рејона 
 Волховски
- 4 — Грб рејона 
 Всеволшки
- 5 — Грб рејона 
 Виборшки
- 6 — Грб рејона 
 Гатчињски
- 7 — Грб рејона 
 Кингисепшки
- 8 — Грб рејона 
 Киришки
- 9 — Грб рејона 
 Кировски
- 10 — Грб рејона 
 Лодејнопољски
- 11 — Грб рејона 
 Ломоносовски
- 12 — Грб рејона 
 Лушки
- 13 — Грб рејона 
 Подпорошки
- 14 — Грб рејона 
 Приозерски
- 15 — Грб рејона 
 Сланчањски
- 16 — Грб рејона 
 Тихвински
- 17 — Грб рејона 
 Тосњенски